# Informatikunterricht
Im Informatikunterricht erlernen die Schüler die Grundlagen der Informationstechnik (IT) und der Elektronischen Datenverarbeitung (EDV) und den sachgemäßen Umgang mit dem Computer.

## Lehrinhalte
Der Umgang mit EDV ist heute nicht nur allgemeine Berufsvorbereitung bzw. allgemeine Studienvorbereitung, sondern zählt zur Allgemeinbildung. Häufig wird in diesem Zusammenhang der Begriff Computerführerschein verwendet.
Grundlage des Informatikunterrichts bildet die Einführung in wesentliche Begriffe und Methoden der Informatik, die technischen und theoretischen IT-Grundlagen (Hard- und Software), und Grundprinzipien von Automaten, Algorithmen und Programmen (Praktische Informatik). Die historische Komponente des Informatikunterrichts behandelt die Geschichte der Datenverarbeitung und Computersysteme.
Erstes Lernziel ist der „sichere Umgang mit Standardsoftware zur schriftlichen Korrespondenz“. Zentrale Anliegen sind die Einführung in die rechtlichen Grundlagen im Zusammenhang mit Datensicherheit, Datenschutz und Urheberrecht, ein besonderer Fokus wird auf den ethischen Aspekt der EDV-Nutzung gelegt (Informationsethik). Die Schüler werden gerade im Anfangsunterricht auf die Chancen, besonders aber auch auf Gefahren und Risiken der Nutzung des Internets und allgemein vernetzter Rechenanlagen aufmerksam gemacht. Zudem wird der zielgerichtete Umgang mit der durch die elektronischen Medien entstehenden Informationsflut vermittelt (Informationsmanagement), etwa über den Umgang mit Suchmaschinen und anderen Datenbanksystemen. Der Lehrstoff umfasst zudem die Gütekriterien wertvoller Lernsoftware und Grundlagen des E-Learnings, und andere Aspekte der Medienkompetenz. Daneben werden allgemeine Aspekte der Auswirkungen der Informationstechnologie auf den Einzelnen und die Gesellschaft erarbeitet.
Im weiten Verlauf des Unterrichts lernen die Schüler, Computer selbständig zu benutzen (Angewandte Informatik), selbst Programme mit objektorientierten Programmiersprachen wie Visual Basic, Scratch, Java, Object Pascal oder Gambas bzw. integrierten Entwicklungsumgebungen wie BlueJ oder Greenfoot zu schreiben oder Webauftritte mit HTML zu erstellen. Umgang mit dem Web und den elektronischen Medien wird mit Methoden des Blended Learning vermittelt.

## Informatikunterricht im Fächerkanon

### Deutschland

#### Informatikunterricht in den Bundesländern
In Deutschland wird nicht in allen Bundesländern das Schulfach Informatik unterrichtet. Die folgende Tabelle zeigt auf, in welchen Bundesländern und auf welcher Schulstufe das Schulfach Informatik unterrichtet wird:
| Bundesland             | Sekundarstufe I | Sekundarstufe II | Weitere Schulen |
| ---------------------- | --- | --- | --- |
| Baden-Württemberg      | - Aufbaukurs Informatik in Klasse 7, 1-stündiges Pflichtfach (Gemeinsamer Bildungsplan Sek I), Einführung ab Schuljahr 2018/2019. - Aufbaukurs Informatik in Klasse 7, 1-stündiges Pflichtfach (Gymnasium) - Informatik als Wahlfach (1-stündig, Klassen 8–10) an Werkrealschulen/Hauptschulen und Realschulen. Einführung ab Schuljahr 2018/2019 - Profilfach Informatik, Mathematik, Physik (IMP) mit ausgewiesenen Stundenanteilen Informatik in Klassen 8–10 (Gymnasium) und 8–11 (Gemeinschaftsschule). Einführung ab Schuljahr 2018/2019. | - Informatik in der gymnasialen Oberstufe - Informatik-AG | An den Beruflichen Gymnasien wird Informatik mit zwei Stunden in der Eingangsklasse (Jahrgangsstufe 11) unterrichtet. Am Technischen Gymnasium mit dem Profil Informationstechnik handelt es sich um 6-stündiges Fach in der Eingangsklasse und den Jahrgangsstufen 1 und 2 (Jahrgangsstufe 11 bis 13). |
| Bayern                 | - Am Gymnasium wird Informatik als Schwerpunkt im Fach Natur und Technik in der Klasse 6 und 7 jeweils als 1-stündiges Pflichtfach unterrichtet, in Jahrgangsstufe 11 in allen Ausbildungsrichtungen zweistündig als eigenständiges Fach; mit Wahl der naturwissenschaftlich-technologischen Ausbildungsrichtung zusätzlich in den Jahrgangsstufen 9 und 10 - In der Realschule wird das Fach Informationstechnologie - bestehend aus den Schwerpunkten TZ/CAD, Informatik und Betriebswirtschaftslehre/Rechnungswesen – mit 7–11 Pflichtstunden bis mindestens Jahrgangsstufe 9 unterrichtet, die Verteilung der Stunden obliegt hier den einzelnen Schulen - An der Mittelschule ist Informatik in allen Jahrgangsstufen einstündiges Pflichtfach, zusätzlich kann das Fach Informatik und digitales Gestalten als zweistündiges Wahlfach in den Jahrgangsstufen 7 bis 10 gewählt werden | - In der Qualifikationsphase der Oberstufe kann Informatik als dreistündiges Wahlpflichtfach gewählt werden | |
| Berlin                 | - Informatik als Wahlpflichtfach in den Jahrgangsstufen 7–10 (Rahmenlehrplan von Berlin und Brandenburg) | - Rahmenlehrplan für die gymnasiale Oberstufe | |
| Brandenburg            | - Informatik als Wahlpflichtfach in den Jahrgangsstufen 7–10 (Rahmenlehrplan von Berlin und Brandenburg) | - Rahmenlehrplan für die gymnasiale Oberstufe | |
| Bremen                 | - Bildungsplan für die Gymnasiale Oberstufe | - Für das Berufliche Gymnasium, die Berufsfachschule, die Berufsoberschule und Fachoberschule werden zurzeit (Stand: September 2017) neue Rahmenpläne erarbeitet. | |
| Hamburg                | - Bildungsplan für die Stadtteilschule (Schulstufe 7–11) - Bildungsplan für das Gymnasium der Sekundarstufe I | - Bildungsplan für die gymnasiale Oberstufe | |
| Hessen                 | - In der Hauptschule und der Realschule findet kein Informatikunterricht statt. | - Es gibt einen Lehrplan für die Gymnasiale Oberstufe und für die Schulstufen 11–13. | |
| Mecklenburg-Vorpommern | - Es gibt einen Rahmenlehrplan für die Informatische Grundbildung in den Schulstufen 5–6. - Für das Gymnasium und die Gesamtschule gibt es einen Rahmenplan für die 7–10 Schulstufe. - Für die regionale Schule und die Gesamtschule gibt es einen Rahmenplan für die 7–10 Schulstufe. | - Für das Gymnasium der Sekundarstufe II gibt es ein Kerncurriculum für das Fach Informatik. | - Für die Berufsschule bzw. das Fachgymnasium gibt es einen Rahmenplan für das Fach Datenverarbeitung und Informatik. |
| Niedersachsen          | - Für alle Schulformen des Sekundarbereichs I wurde ein Kerncurriculum für das Fach Informatik herausgegeben. - Ab 2023 wird Informatik als Pflichtfach für die Schulstufen 8 – 10 eingeführt. | - Ab 1982 wurde Informatik als Wahlfach ab Jahrgangsstufe 11 angeboten und kurz danach im Rahmen von Grundkursen und Leistungskursen mit der Möglichkeit von schriftlicher oder mündlicher Abiturprüfung unterrichtet. Hierzu waren entsprechende Rahmenrichtlinien und Einheitliche Prüfungsanforderungen (EPA) erstellt worden. An der neu gestalteten gymnasialen Oberstufe wurde 2018 auch das Fach Informatik gelistet. Ein Kerncurriculum wurde bereits erstellt. | |
| Nordrhein-Westfalen    | - Für die Hauptschule gibt es einen gesonderten Lehrplan für das Fach Informatik. - In der Gesamtschule gibt es einen Kernlehrplan für das Wahlpflichtfach Informatik. - Für die Realschule gibt es einen gesonderten Kernlehrplan für das Wahlpflichtfach Informatik. | - Für das Gymnasium bzw. die Gesamtschule gibt es einen Kernlehrplan für das Fach Informatik. | |
| Rheinland-Pfalz        | - Wahlfach und Wahlpflichtfach Informatik an Gymnasien und Integrierten Gesamtschulen gemäß Lehrplan | - Grundfach Informatik und Leistungsfach Informatik gemäß Lehrplan | |
| Saarland               | | | |
| Sachsen                | - Pflichtfach an Allgemeinbildenden Förderschulen - Pflichtfach in den Bildungsgängen Haupt- und Realschule gemäß Lehrplan Oberschule - Pflichtfach gemäß Lehrplan Gymnasium | - Grundkurs Informatik gemäß Lehrplan Gymnasium | - Berufliches Gymnasium gemäß Lehrplan - Fachoberschule gemäß Lehrplan |
| Sachsen-Anhalt         | | | |
| Schleswig-Holstein     | | | |
| Thüringen              | - In der Realschule und Hauptschule ist Informatik ein Wahlpflichtfach. - Im Gymnasium ist Informatik für die Schülerinnen und Schüler ein Wahlpflichtfach. | - In der gymnasialen Oberstufe kann Informatik als Wahlpflichtfach gewählt werden. | - Auf dem Beruflichen Gymnasium kann Informatik als Wahlpflichtfach gewählt werden. |

#### Standards für den Informatikunterricht in Deutschland
Ein Arbeitskreis der Gesellschaft für Informatik hat mit den Grundsätzen und Standards für die Informatik in der Schule 2008 umfassend beschrieben, welche Kompetenzen Schülerinnen und Schüler im Fach Informatik in der Sekundarstufe I erwerben sollten.
2016 folgten die Standards für die Sekundarstufe II. 2019 vervollständigten die Standards für die Primarstufe die Grundsätze für alle Jahrgangsstufen.
Mögliche Gegenstände des Fachs Informatik sind am Beispiel der Richtlinien und Lehrpläne bzw. der Vorgaben für das Zentralabitur des Landes Nordrhein-Westfalen aufgezeigt. Ähnliche Vorgaben weisen andere Bundesländer auf.
Primarbereich
Kompetenzorientierter Aufschluss für die Inhalte und Methoden der Informatik, die der allgemeinen Bildung zuzuordnen sind und bereits für Kinder zugänglich gemacht werden können. Zurzeit wird die Entwicklung stark an dem Phänomenbereich_3 der phänomenorientierten Informatikdidaktik ausgerichtet, damit Prinzipien der Informatik erfahrbar werden; Anknüpfung an lebensweltliche Erfahrungen der Kinder.
Sekundarstufe
- Umgang mit Software: Nutzung von Dateiverwaltungssystemen, von Textverarbeitungssystemen, von Tabellenkalkulationssystemen, von Systemen zur graphischen Darstellung, von vernetzten Informations- und Kommunikationssystemen.
- Funktionsweise von Software: Abgrenzung von Anwender- und Programmiersystemen, Lösung von einfachen und algorithmischen Problemen, Strukturierung von Algorithmen durch Verwendung von Prozeduren, Methoden der schrittweisen Verfeinerung (geeignet hierfür wäre z. B. als Programmiersprache ELAN oder Pascal).
- Funktionsweise von Hardware und Prozessdatenverarbeitung: Digitale Informationsdarstellung, Codierung von Zahlen und Zeichen, Funktionsweise elementarer logischer Schaltungen (Erstellen mit einem CAD-System für logische Schaltungen, z. B. LOCAD), Funktionsweise der Von-Neumann-Architektur, Messen, Steuern und Regeln bei technischen Prozessen (siehe auch Mess-, Steuerungs- und Regelungstechnik)
- Softwareprojekte, zum Beispiel das Erstellen einer Simulation bzw. eines Spiels oder einer Dateiverwaltung.

Sekundarstufe II
2016 hat die Gesellschaft für Informatik Empfehlungen für Standards für die allgemeinbildende Sekundarstufe II verabschiedet.
- Einführung in eine Programmierumgebung (Delphi oder Java).
- Konzepte des objektorientierten Modellierens: Klasse, Objekt, Attribut, Methode, Geheimnisprinzip, Klassendiagramme, Beziehungen zwischen Klassen, abstrakte Klassen, Polymorphie.
- Datenstrukturen: Lineare Strukturen mit den Akzenten Schlange und Stapel, Lineare Liste, Such- und Sortieralgorithmen für Felder und Listen, Baumstrukturen mit den Akzenten Binärbaum, binärer Suchbaum.
- Modellieren und Implementieren kontextbezogener Problemstellungen als Netzwerkanwendungen: Netzwerkprotokolle, Client-Anwendungen, Client-Server-Anwendungen, Kryptographie mit symmetrischen und asymmetrischen Verschlüsselungsverfahren.
- Relationale Datenbanken: Modellieren kontextbezogener Problemstellungen als Datenbanken mit dem Entity-Relationship-Modell, Normalisierung (Überführung einer Datenbank in die 1. bis 3. Normalform), Relationenalgebra (Selektion, Projektion, Vereinigung, Differenz, kartesisches Produkt, Umbenennung, Join), SQL-Abfragen über eine und mehrere verknüpfte Tabellen, Datenschutzaspekte.
- Endliche Automaten und formale Sprachen: Modellieren kontextbezogener Problemstellungen als deterministische endliche Automaten, Darstellung von deterministischen endlichen Automaten als Graph und als Tabelle, formale Sprachen, Entwicklung eines Parsers für eine einfache formale Sprache.

### Österreich
In Österreich ist Informatikunterricht Pflichtfach der 5. Klasse (9. Schulstufe) an der AHS wie Hauptschulen, an AHS auch weiterführendes Wahlpflichtfach, in BHS und BMS Pflichtfach (Fächer Textverarbeitung – TXV und Wirtschaftsinformatik – WINF).
Häufig gibt es schulautonom andere Regelungen (z. B.: Informatik als Pflichtfach in der 3. Klasse AHS – 7. Schulstufe), die Einführung eines Pflichtfaches Informatik in der Sekundarstufe I wurde lang diskutiert. Mit dem Schuljahr 2018/19 wurde die verbindliche Übung Digitale Grundbildung für alle Schulen der Sekundarstufe I eingeführt.
In Österreich wird bereits seit 1985 Informatikunterricht erteilt.

### Schweiz
Mit der Einführung des Lehrplan 21 wurde der Lehrplan in 21 Kantonen der Deutschschweiz harmonisiert. Der Lehrplan für das Modul „Medien und Informatik“ beschreibt den Aufbau der Kompetenzen im Fachbereich Medien und Informatik für den Kindergarten, die Primarschule und die Sekundarstufe I. Der Modullehrplan überlässt es den Kantonen, ob die Kompetenzen in verschiedenen unterschiedlichen Fachbereichen (z. B. im Mathematikunterricht) oder in einem eigenen Unterrichtsgefäß „Medien und Informatik“ erlangt werden. Die meisten Kantone haben sich mindestens für die Sekundarstufe I für ein eigenes Gefäß entschieden.
Am 27. Oktober 2017 hat die Plenarversammlung der EDK beschlossen, Informatik als obligatorisches Fach am Gymnasium einzuführen. Die Kantone haben nun eine Übergangsfrist, um diesen Beschluss an ihren Gymnasien umzusetzen.

## Lehrmaterialien
Gängige Lehrbücher sind die Titel der Lehrwerksreihe Informatik in fünf Bänden aus dem Ernst Klett Verlag, wobei Band 4 und 5 auf die Stoffverteilungspläne des Informatikunterrichts in der Oberstufe abgestimmt sind. Ein weiteres umfassendes Lehrwerk mit Ausgaben für Bayern sowie Sachsen, Sachsen-Anhalt und Mecklenburg-Vorpommern bietet der Oldenbourg Schulbuchverlag an. Auch der C. C. Buchner Verlag veröffentlichte zwei Lehrbücher mit dem Namen Informatik, die auf die (deutschen) Klassen 9 und 10 des G8 zugeschnitten sind. Im Cornelsen Verlag erschienen Lehrwerke der Reihe Praktische Informatik, die speziell auf die Arbeit mit den Programmiersprachen Java oder Delphi abgestimmt ist, sowie die Bände Informatik ab Klasse 7 und Informatik ab Klasse 9 für die Sekundarstufe I. Der Schöningh Verlag hat ein Lehrwerk für die Oberstufe (Softwareentwicklung mit Greenfoot und BlueJ) herausgegeben, ein weiterer Band zu Modellierung, Datenstrukturen und Algorithmen erschien im Juli 2012.
Das Pädagogische Landesinstitut Rheinland-Pfalz bietet seit 2008 das elektronische Schulbuch inf-schule unter der Creative Commons Lizenz im Internet an.
Die Zeitschrift LOG IN erscheint seit 1981 mit Beiträgen zum Informatikunterricht und zur informatischen Bildung und berichtet via Twitter über aktuelle Entwicklungen im Rahmen der informatischen Bildung.

## Ausbildung

### Österreich
Trotz der langen Geschichte des Informatikunterrichts ist die Ausbildung zum Informatiklehrer erst seit dem Jahr 2000 etabliert und der Studiengang Lehramt Informatik und Informatikmanagement an folgenden Universitäten möglich:
- Alpen-Adria-Universität Klagenfurt
- Universität Salzburg
- Universität Innsbruck
- Universität Wien/Technische Universität Wien (Koop. NAWI/SOWI/TNI)
- Johannes Kepler Universität Linz
- TU Graz